# Drapeau d'Easton
Le drapeau d'Easton est un ancien drapeau des États-Unis, utilisé aujourd'hui pour représenter la ville d'Easton, en Pennsylvanie.

## Drapeau
Le drapeau est conçu différemment des drapeaux plus courants des États-Unis dans la mesure où il comporte 13 étoiles (à 8 branches) sur un fond bleu, avec 13 bandes dans le canton. Le dessin du drapeau est néanmoins conforme au Flag Act de 1777, qui ne précise pas l'emplacement des étoiles et des rayures : « Que le drapeau des treize États Unis soit de treize bandes, alternativement rouges et blanches ; que l'union soit de treize étoiles blanches sur un fond bleu, représentant une nouvelle constellation."

## Histoire
Selon la légende locale, le drapeau a été hissé lorsque la Déclaration d'indépendance a été lue publiquement à Easton, en Pennsylvanie par Robert Levers le 8 juillet 1776, deux jours avant qu'une copie de la Déclaration d'Indépendance n'atteigne New York.
Le drapeau a été utlilisé comme un drapeau de société sous le Capitane Abraham Horn pendant la guerre de 1812, et certains suspectent que le design du drapeau n'ai été créé qu'à cette époque,. Cette hypothèse est considérée peu probable par certains, étant donné que les drapeaux des États-Unis auraient eu 15 étoiles en 1814, après l'admission du Vermont et du Kentucky en tant qu'États. Le drapeau a été donné en 1821 à la librairie d'Easton pour le mettre en lieux surs quand la société est revenue. La Easton Area Public Library possède toujours le drapeau.

## Remarques
1. ↑  Il est important de noter que les drapeaux des États-Unis de cette époque avaient 15 étoiles et 15 bandes.